# Buckner (Arkansas)
Pour les articles homonymes, voir Buckner.
Buckner est une municipalité située dans l’État américain de l'Arkansas, dans le comté de Lafayette.